# Romuald Blei
Romuald Blei (* 13. November 1882 in Waal; † 19. März 1976) war ein deutscher Kommunalpolitiker.

## Werdegang
Romuald Blei wurde am 13. November 1882 in Waal geboren. Er besuchte das Gymnasium in Kempten und war ab 1929 Leiter der BayWa-Filiale in Eichstätt.
Nach Ende des Zweiten Weltkriegs wurde Blei am 4. Mai 1945 in einer von der amerikanischen Militärregierung im Stadttheater einberufenen Bürgerversammlung zum Bürgermeister von Eichstätt ernannt. 1946 wurde er bei der ersten Kommunalwahl nach dem Krieg im Amt bestätigt. Er blieb bis 26. Mai 1948 im Amt. Nach dem Wechsel von Richard Jaeger in den Bundestag übernahm er 1949 für weitere zwei Jahre das Amt des Oberbürgermeisters Im März 1976 starb er im Alter von 93 Jahren.